# تپه باستانی نظام‌آباد
تپه باستانی نظام‌آباد با قدمتی تاریخی - اسلامی به شمارهٔ ثبت ۱۰۸۰۳ در تاریخ ۱۳۸۲/۱۱/۰۲ به ثبت آثار ملی ایران رسید. این تپه در شهرستان اسلامشهر، بخش مرکزی، ۱/۵ کیلومتری جنوب شرقی روستای نظام‌آباد قرار دارد.